# Aphrophora horizontalis
Aphrophora horizontalis är en insektsart som beskrevs av Kato 1933. Aphrophora horizontalis ingår i släktet Aphrophora och familjen spottstritar. Inga underarter finns listade i Catalogue of Life.